# Zamora (pokrajina)
Zamora je španjolska provincija na zapadnom dijelu 
autonomne zajednice Kastilja i León. Od 185.432 (1. siječnja 2014.) stanovnika provincije, gotovo trećina stanuje u gradu Zamora koji je i sjedište provincije. Prostire se na 10.561 km².